# Sam Livesey
Samuel „Sam“ Livesey (* 14. Oktober 1873 in Flintshire, Wales, Vereinigtes Königreich; † 7. November 1936 in London) war ein britischer Theater- und Filmschauspieler.

## Leben und Wirken
Liveseys Vater Thomas, ursprünglich Eisenbahner, hatte im ausgehenden Viktorianischen Zeitalter eine kleine Bühnenwandertruppe betrieben, und so wuchs Samuel Livesey mit dem Leben und Wirken am Theater auf. Kaum schulpflichtig, trat Sam auf der Bühne auf. Als eines von sechs Kindern unterstützte er die seit 1893 verwitwete Mutter bei ihren Bemühungen, in Mexborough eine feste Bühne, das Prince of Wales Theater, aufzubauen und zu bespielen. Dennoch ging die Familie auch weiterhin auf Tournee. Der gebürtige Waliser, seit 1900 mit einer Schauspielerin verheiratet, hatte eine wenig Aufsehen erregende Bühnenlaufbahn hinter sich gebracht, als er inmitten des Ersten Weltkriegs Angebote vom Film erhielt.
Livesey wirkte mit tragenden Nebenrollen in überwiegend dramatischen Geschichten mit. Mehrfach verkörperte er Soldaten mittleren Offiziersranges (Hauptleute in The Lifeguardsman und Victory and Peace, Majore in Insult und Dunkle Geschäfte). Der Übergang vom Stumm- zum Tonfilm bedeutete keinerlei Probleme für ihn. In einem der bedeutendsten britischen Filme der 1930er Jahre, Alexander Kordas prestigeträchtigem Historienporträt Das Privatleben Heinrichs VIII., verkörperte Livesey den Scharfrichter im Dienste seiner Majestät. In seinem Todesjahr 1936 wirkte er auch in Kordas nächstem Prestigefilm, Rembrandt, mit. Wie schon zuvor war Charles Laughton Liveseys Filmpartner. Sam Liveseys letzte beiden Filme (Zigeunerprinzessin, Dunkle Geschäfte) kamen drei Monate nach seinem Ableben in die britischen Kinos.
Bis zuletzt blieb Sam Livesey auch weiterhin der Bühne treu, so sah man ihn u. a. in den Stücken Bulldog Drummond, The Runaways und Father of Lies. Aus der Ehe mit seiner 1913 verstorbenen Frau Margaret Ann ging der Schauspieler Jack Livesey (1901–1961) hervor. Roger Livesey war Sams Neffe, den er später adoptierte.

## Filmografie
- 1916: The Lifeguardsman
- 1917: One Summer’s Day
- 1918: Spinner o’ Dreams
- 1918: Victory and Peace (nicht aufgeführt)
- 1919: A Sinless Sinner
- 1919: The Chinese Puzzle
- 1919: The Sins of Youth
- 1920: Burnt In
- 1920: The Black Spider
- 1920: All the Winners
- 1921: The Marriage Lines
- 1923: Married Love
- 1927: Wait and See
- 1928: Zero
- 1929: Young Woodley
- 1930: One Family
- 1931: Dreyfus
- 1931: The Hound of the Baskervilles
- 1931: Jealousy
- 1931: Many Waters
- 1932: Mr. Bill the Conqueror
- 1932: The Flag Lieutenant
- 1932: Insult
- 1933: The Shadow
- 1933: Das Privatleben Heinrichs VIII. (The Private Life of Henry VIII.)
- 1934: Variety
- 1934: Royal Cavalcade
- 1934: The Great Defender
- 1934: Jud Süß (Jew Suss)
- 1935: Where’s George?
- 1935: Turn of the Tide
- 1936: Men of Yesterday
- 1936: Calling the Tune
- 1936: Rembrandt
- 1936: Zigeunerprinzessin (Wings of the Morning)
- 1936: Dunkle Geschäfte (Dark Journey)